# آنتوان بلوندن
آنتوان بلوندن (به فرانسوی: Antoine Blondin) روزنامه‌نگار و رمان‌نویس قرن بیستم میلادی اهل فرانسه بود.